# Pies uwielbia książki
Pies uwielbia książki (ang. Dog Loves Books) – brytyjski serial animowany w Polsce emitowany na kanale CBeebies od 4 maja 2020 roku. 

## Fabuła
Dwaj przyjaciele – Pies i Mops – uwielbiają książki. Pies jest raczej oszczędny w słowach. Z kolei Mops to rozgadany zwierzak o wielu talentach. Gdy Pies co wieczór zamyka swoją księgarnię, wspólnie wybierają z półki jedną z książek i przenoszą się do innych światów. W każdym czeka na nich ekscytująca przygoda oraz tajemnica do rozwiązania. Pomagają m.in. Sherlockowi Holmesowi oraz kapitanowi piratów. Serial dla przedszkolaków powstał na podstawie obsypanej nagrodami i popularnej w Wielkiej Brytanii serii książek autorstwa Louise Yates.

## Obsada
- John Thomson – Pies
- Craig Cash – Mops[2]

## Wersja polska
Wersja polska: Studio Sonica
Reżyseria: Michał Konarski
Dźwięk i montaż: Agnieszka Stankowska
Dialogi polskie i kierownictwo produkcji: Helena Siemińska
Wystąpili:
- Modest Ruciński – Pies
- Aleksander Orsztynowicz-Czyż – Mops

W pozostałych rolach:
- Jacek Kopczyński –
  - Brząkacz (odc. 1),
  - Major Szturm (odc. 3),
  - profesor Asimow (odc. 4),
  - Minotaur (odc. 6),
  - doktor Watson (odc. 7),
  - Peter (odc. 8),
  - Dwubrody Pirat (odc. 9, 21),
  - Lee (odc. 10),
  - Romek (odc. 10),
  - Tadek (odc. 10),
  - malarz (odc. 16),
  - ojciec Grace (odc. 18),
  - wiedźma Hazel (odc. 19),
  - duża koparka (odc. 20),
  - król (odc. 22),
  - podróżnik w czasie (odc. 24),
  - Łampus (odc. 25)
- Katarzyna Kozak –
  - księżniczka (odc. 2),
  - Kapitan Wspaniała (odc. 3),
  - królowa Wiktoria (odc. 7),
  - Bella (odc. 10),
  - Babcia Mops (odc. 11, 15, 17, 26),
  - większa koparka (odc. 20),
  - Kapitan Bezbroda (odc. 21),
  - dworzanka (odc. 22),
  - Ciekawska Kotka (odc. 25)
- Zuzanna Galia –
  - Tessie (odc. 6),
  - Susanna Queens (odc. 8),
  - mama Liskowska (odc. 10),
  - Krysia (odc. 10),
  - inny magiczny ołówek (odc. 12),
  - kot (odc. 13),
  - Grace (odc. 18),
  - Willow (odc. 19),
  - mała koparka (odc. 20),
  - artystka (odc. 22),
  - Małpka, która pisze książki (odc. 25)
- Damian Kulec –
  - Sherlock Holmes (odc. 7),
  - pracownik (odc. 10),
  - magiczny ołówek (odc. 12),
  - Bartek Burek (odc. 13),
  - Hugh Dini (odc. 14),
  - szef (odc. 20),
  - dworzanin (odc. 22),
  - rozbitek Robert (odc. 23),
  - Lis, który uwielbia słowa (odc. 25)

i inni
Wykonanie piosenki: Modest Ruciński, Aleksander Orsztynowicz-Czyż
Lektor: Jacek Kopczyński

## Spis odcinków
| Premiera   | N° | Tytuł polski                      | Tytuł angielski               |
| ---------- | -- | --------------------------------- | ----------------------------- |
| 04.05.2020 | 01 | Pies uwielbia Żmirłacza           | Dog Loves Snark               |
| 05.05.2020 | 02 | Pies uwielbia potwory             | Dog Loves Monsters            |
| 06.05.2020 | 03 | Pies uwielbia bohaterów           | Dog Loves Heroes              |
| 07.05.2020 | 04 | Pies uwielbia roboty              | Dog Loves Robots              |
| 08.05.2020 | 05 | Pies uwielbia ciepło              | Dog Loves Warm                |
| 11.05.2020 | 06 | Pies uwielbia labirynt            | Dog Loves Amazing             |
| 12.05.2020 | 07 | Pies uwielbia tajemnice           | Dog Loves Mysteries           |
| 13.05.2020 | 08 | Pies uwielbia teatr               | Dog Loves Plays               |
| 14.05.2020 | 09 | Pies uwielbia skarby              | Dog Loves Treasure            |
| 15.05.2020 | 10 | Pies uwielbia noc                 | Dog Loves Night               |
| 18.05.2020 | 11 | Pies uwielbia podmorskie przygody | Dog Loves Undersea Adventures |
| 19.05.2020 | 12 | Pies uwielbia rysować             | Dog Loves Drawing             |
| 20.05.2020 | 13 | Pies uwielbia sucharki            | Dog Loves Biscuits            |
| 21.05.2020 | 14 | Pies uwielbia magię               | Dog Loves Magic               |
| 22.05.2020 | 15 | Pies uwielbia Yeti                | Dog Loves Yetis               |
| 25.05.2020 | 16 | Pies uwielbia sztukę              | Dog Loves Art                 |
| 26.05.2020 | 17 | Pies uwielbia tycie zwierzaki     | Dog Loves Mini Beasts         |
| 27.05.2020 | 18 | Pies uwielbia latarnie morskie    | Dog Loves Lighthouses         |
| 28.05.2020 | 19 | Pies uwielbia czary               | Dog Loves Spelling            |
| 29.05.2020 | 20 | Pies uwielbia koparki             | Dog Loves Diggers             |
| 01.06.2020 | 21 | Pies uwielbia piratów             | Dog Loves Pirates             |
| 02.06.2020 | 22 | Pies uwielbia portrety            | Dog Loves Portraits           |
| 03.06.2020 | 23 | Pies uwielbia rozbitków           | Dog Loves Castaways           |
| 04.06.2020 | 24 | Pies uwielbia podróże w czasie    | Dog Loves Time Travel         |
| 05.06.2020 | 25 | Pies uwielbia tę samą książkę     | Dog Loves a Book Again        |
| 08.06.2020 | 26 | Pies uwielbia piramidy            | Dog Loves Pyramids            |